# Les Ageux
Les Ageux is een gemeente in het Franse departement Oise (regio Hauts-de-France). De plaats maakt deel uit van het arrondissement Clermont. Les Ageux telde op 1 januari 2022 1.147 inwoners.

## Geografie
De oppervlakte van Les Ageux bedroeg op 1 januari 2022 5 vierkante kilometer; de bevolkingsdichtheid was toen 229,4 inwoners per km².

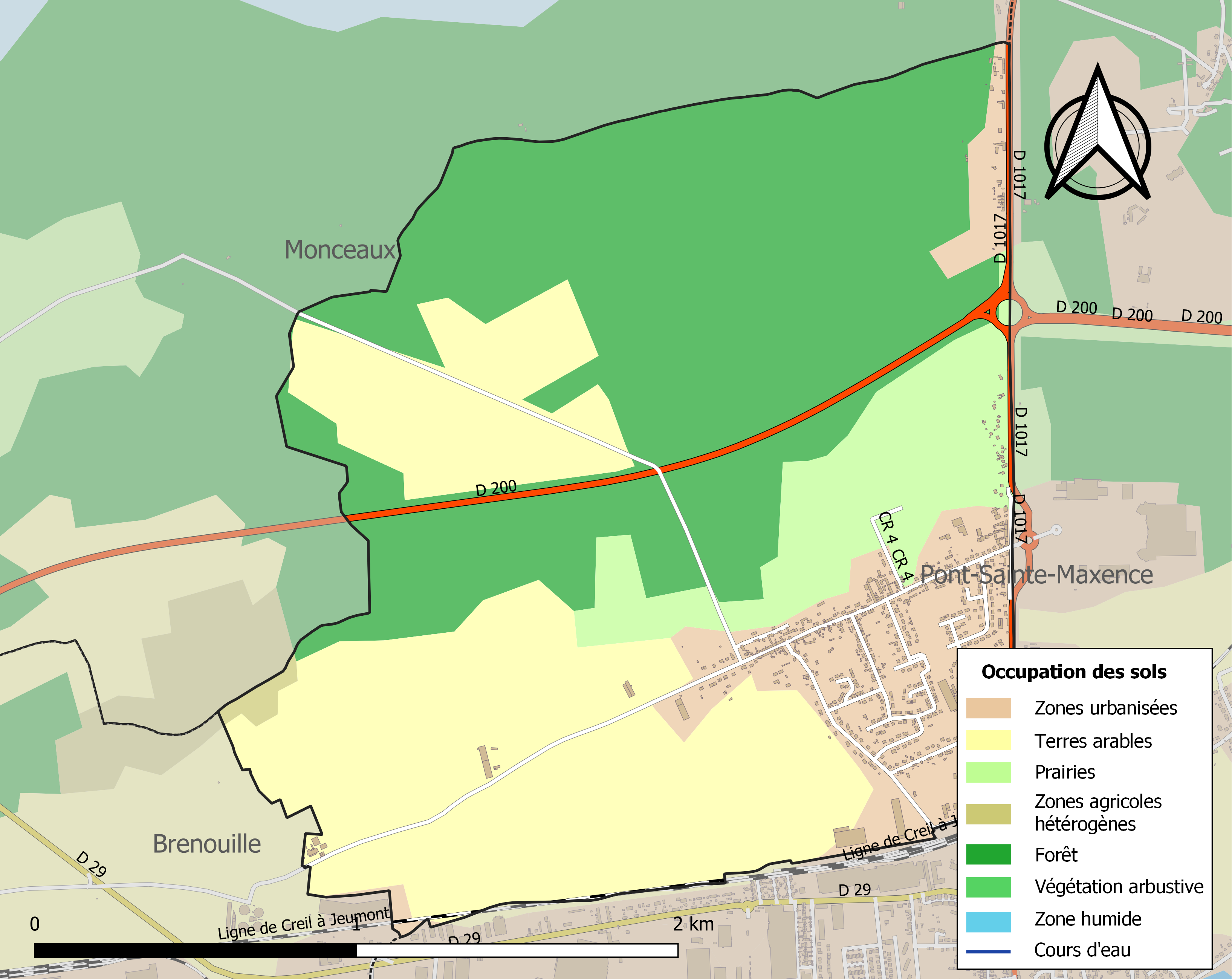
Kaart van de gemeente met belangrijkste infrastructuur, bodemgebruik en omliggende gemeenten

## Verkeer en vervoer
In de gemeente ligt spoorwegstation Pont-Sainte-Maxence.

## Demografie
Onderstaande figuur toont het verloop van het inwonertal (bron: INSEE-tellingen).